# El Sr. Plancton
El Sr. Plancton (en hangul, Mr. 플랑크톤; McCune-Reischauer, Mr. p'ŭllangk'ŭt'on) es una serie de televisión web surcoreana escrita por Cho Yong, dirigida por Hong Jong-chan y protagonizada por Woo Do-hwan, Lee Yoo-mi, Oh Jung-se y Kim Hae-sook. Se estrenó en la plataforma Netflix el 8 de noviembre de 2024.

## Sinopsis
Un hombre marcado por la desgracia se dispone a hacer el último viaje de su vida acompañado por su exnovia, la mujer más desafortunada del mundo. Hae Jo es un hombre nacido por error en el lugar equivocado, y que eligió llevar una vida errante y sin familia, al que un día le han diagnosticado un tumor en la cabeza que acabará pronto con su vida. Cho Jae-mi, su exnovia, está desesperada tras conocer que sufre una menopausia precoz. Ambos se reencuentran en la boda de esta con Uh Heung. Jo le sugiere a ella que se vayan juntos, diciéndole: «quieres huir, no casarte».

## Reparto

### Principal
- Woo Do-hwan como Hae-jo / Chae Seung-hyun, un hombre que nació con el nombre equivocado y tuvo que elegir una vida errante sin familia. Un día, recibe la noticia de que padece una enfermedad terminal, y decide ir en busca de su padre biológico, sus raíces.[3][4][5]

- Lee Yoo-mi como Cho Jae-mi, la exnovia de Hae-jo y la mujer más desafortunada del mundo. Creció en un orfanato sin haber conocido a sus padres, y por eso anhelaba una familia, pero descubre que no podrá ser madre.[3][5][6]

- Oh Jung-se como Uh Heung, un nombre inusual para el único vástago de la quinta generación de un clan con una larga historia y futuro esposo de Jae-mi. Es la primera vez que se enamora y la primera vez que desobedece a su madre. Para superar la oposición de los mayores de la familia, Heung incluso saca la carta oculta del embarazo prematrimonial para forzar el casamiento con Jae-mi, pero sorprendentemente, el día de la boda, ella desaparece junto con Hae-jo justo ante sus ojos. Heung sale de la casa con la intención de perseguir a estos dos hasta los confines de la Tierra.[3][5]

- Kim Hae-sook como Beom Ho-ja, madre de Heung y nuera del clan durante 60 años, pues se casó a los diecisiete años y desde entonces tuvo que soportar todo tipo de abusos y críticas de su nueva familia. Ahora, como responsable de una pequeña y mediana empresa, dirige un arraigado negocio alimentario. Cuando desaparece la oportunidad de tener una nuera, que le hubiera dado la oportunidad de resarcirse de esos viejos agravios, y que fue aceptada simplemente porque era descendiente del histórico clan Pungyang Uh, Ho-ja toma medidas especiales.[7][5]

### Secundario
- Ahn Suk-hwan como el padre biológico de Hae-jo.[8]

- Kim Min-seok como Yoo Ki-ho, el misterioso ayudante de Hae-jo.[9]
- Lee El como Bong-sook, una persona atractiva y leal que ha estado con Hae-jo desde la infancia.[10]
- Lee Hae-yeong.[10]
- Oh Dae-hwan como Wang Chil-seong, jefe de la banda que persigue a Hae-jo y se lleva consigo a Yoo Ki-ho.[10][11][12]
- Ahn Seok-hwan.
- Jo Han-chul.[10]
- Kim Soo-jin.[10]
- Alex Landi como John Na, subordinado de Beom Ho-ja que se ocupa de vigilar y proteger a Uh  Heung.[10]
- Lee Da-hee.[10]

## Producción
La serie está dirigida por Hong Jong-chan, director del original de Netflix Tribunal de menores, y de Dear My Friends (tvN, 2016), y escrita por Cho Yong-chan, quien firmó asimismo en 2020 la producción de tvN Está bien no estar bien. Según el director, la serie «es una historia divertida, de ritmo rápido y que fluye como una farsa con la que los espectadores pueden identificarse fácilmente». Por su parte, Cho es reconocida por su capacidad de retratar personajes desfavorecidos y «mirar profundamente en la vida interior» de aquellos, según el propio Hong, que comenta así el título: «Plankton son todos los personajes que aparecen en la obra, y somos todos nosotros. El plancton en el mar es pequeño, pero brilla y produce oxígeno que permite que la vida en la Tierra sobreviva. El hecho de que no sea visible así no significa que su valor de existencia disminuya. Quiero decirles a aquellos que deambulan por la vida sin darse cuenta de su propio valor: "eres un ser precioso que brilla como el plancton"».
El 14 de abril de 2023 se anunció el nombre del actor protagonista Woo Do-hwan. El 12 de julio Netflix confirmó la producción y reveló los nombres de los cuatro protagonistas. El rodaje estaba en desarrollo a mediados de noviembre de 2023 y no había concluido aún a finales de año.
Durante el rodaje surgieron protestas por parte de algunos ciudadanos en las redes sociales, que se quejaban de que el equipo de producción había dejado basura abandonada tras las filmaciones, concretamente en la playa de Hwasun, Seogwipo-si, en la isla de Jeju. Se publicaron fotografías como prueba, en una de las cuales aparecía el cronograma y otros detalles del rodaje del día, como el guion gráfico e incluso datos personales de miembros del equipo. Esta polémica se añadia a otras similares sobre perjuicios o molestias causados por el rodaje de otras producciones (en un medio periodístico se enumeraban hasta once casos solo en 2024), por lo que la opinión pública estaba particularmente sensibilizada. La productora se disculpó públicamente el 16 de octubre de 2023 mediante un comunicado.

### Promoción
El 14 de octubre Netflix publicó un cartel y un avance de la serie. Tres días después distribuyó algunos fotogramas de los personajes Hae-jo y Jae-mi. El 24 del mismo mes lanzó el avance y el cartel principales. Este último mostraba a los tres protagonistas corriendo por la playa para huir de sus perseguidores. El 29 distribuyó nuevos fotogramas de todos los protagonistas y algunos secundarios.
Dentro de las actividades de promoción de la serie, el 20 de octubre Woo Do-hwan y Lee Yu-mi aparecieron como invitados en la emisión 724 del programa de SBS Running Man.